# Blackburn Rovers FC
Blackburn Rovers FC är en engelsk professionell fotbollsklubb, grundad 1875. Klubben spelar säsongen 2022/23 i The Championship.
Blackburn var med i den första upplagan av The Football League säsongen 1888/89. De hade sin storhetstid från 1880-talet och fram till första världskriget då de vann FA-cupen fem gånger och ligan två gånger. Klubben var även med i den första upplagan av Premier League 1992. Med bland andra Alan Shearer och Chris Sutton i laget blev Blackburn 1994/95 den andra klubben att vinna Premier League.
Med undantag för en tvåårssejour i andradivisionen (då kallad First Division) 1999–2001 spelade Blackburn i Premier League samtliga säsonger fram till 2011/12. Därefter följde fem säsonger i The Championship innan man 2016/17 åter blev nedflyttade. Efter att ha slutat på andra plats i League One säsongen 2017/18 flyttades Blackburn på nytt upp till The Championship inför 2018/19.
Hemmaarena är Ewood Park, som tar drygt 30 000 åskådare.

## Historia
Blackburn Rovers bildades 1875 efter ett möte den 5 november på St. Leger Hotel på King William Street där det diskuterades möjligheten att starta en fotbollsklubb. Sjutton personer deltog vid mötet, de flesta old boys från Blackburn Grammar School. Klubbens första match spelades den 11 december 1875 mot Church med resultatet 1-1. 
Klubben administreras av välbärgade och välutbildade personer med anknytning till Blackburns bomullsindustri vilket var avgörande för att den redan inom några år etablerades som en av de få klubbar från norra och mellersta England som kunde mäta sig med de vid denna tid starkare amatörklubbarna från söder. 1879 deltog Blackburn Rovers för första gången i FA-cupen. Man blev utslagna då men hämtade därefter framgångsrikt spelare från Skottland för att stärka laget. 1882 gick Blackburn Rovers till sin första FA-cupfinal, där det blev förlust mot Old Etonians. Även om lokalrivalen Blackburn Olympic blev först med att vinna cupen, överträffades det snart av Rovers som vann cupen tre gånger i följd 1884-1886. 1890 och 1891 tog man hem cupen ytterligare två gånger. 
1888 blev Blackburn Rovers en av de tolv ursprungliga medlemmarna av Football League. Första ligamatchen den 15 september 1888 var ett händelserikt möte med Accrington FC som slutade 5-5. Den första säsongen slutade med en respektabel fjärde plats i tabellen. Säsongen därpå gick det ännu bättre med en tredje plats efter 78 gjorda mål på 22 matcher.
Efter sekelskiftet hade Blackburn Rovers sin storhetstid och var fram till första världskriget ett av Englands bästa lag med ligasegrar säsongerna 1911/12 och 1913/14.
Fotbollsklubben ägdes av den lokala stålmagnaten Jack Walker mellan 1991 och 2000, och dennes dödsbo fram till 2010. Walker och dennes investeringar var en stor orsak till att Rovers kunde vinna Premier League för säsongen 1994–1995.

## Meriter
- Premier League: Mästare 1994/95

Klubbens ligaplaceringar från och med 1888.

- Football League: Mästare 1911/12, 1913/14
- Football League Division 2: Mästare 1938/39
- Football League Division 3: Mästare 1974/75
- FA-cupen: Mästare 1883/84, 1884/85, 1885/86, 1889/90, 1890/91, 1927/28
- Ligacupen: Mästare 2001/02
- Full Members Cup: Mästare 1986/87
- FA Charity Shield: Mästare 1912
- Intertotocupen: Mästare 2007

## Klubbrekord
- Störst publik: 62 522, mot Bolton Wanderers, FA-cupen, 2 mars 1929.
- Största seger: 11-0, mot Rossendale United, FA-cupen, 13 oktober 1884.
- Största ligaseger: 9-0, mot Middlesbrough, Division 2, 6 november 1954.
- Största ligaseger på bortaplan: 8-2, mot West Ham, Division 1, 26 december 1963.
- Största förlust: 0-8, mot Arsenal, Division 1, 25 February 1933; 0-8, mot Lincoln City, Division 2, 29 augusti 1953.
- Målrikaste ligamatch: 5-8, mot Derby County, 6 september 1890.
- Målrikaste ligamatch på hemmaplan: 7-5, mot Birmingham City, Division 1, 28 september 1929.
- Flest ligamål under en säsong: 114, Division 2, 1954/55.
- Flest ligamål av en spelare under en säsong: 43, av Ted Harper, Division 1, 1925/26
- Flest ligamål av en spelare i en match: 7, av Tommy Briggs mot Bristol Rovers, Division 2, 5 februari 1955.
- Flest ligamatcher: Derek Fazakerly, 593 (+3 som avbytare), 1970-87.
- Flest ligamatcher i följd: Walter Crook, 208, 1934-46.
- Äldste spelare: Bob Crompton, 40 år och 150 dagar, mot Bradford City, Division 1, 23 February 1920.
- Yngste spelare: Harry Dennison, 16 år och 155 dagar, mot Bristol City, Division 1, 8 april 1911.

## Spelare

### Spelartrupp
| 1  | England | Aynsley Pears | 23 april 1998    | Middlesbrough (-20) |
| 12 | Ungern  | Balázs Tóth   | 4 september 1997 | MOL Fehérvár (-24)  |

| 2  | England   | Callum Brittain | 12 mars 1998     | Barnsley (-22)        |
| 3  | England   | Harry Pickering | 29 december 1998 | Crewe Alexandra (-21) |
| 4  | Portugal  | Yuri Ribeiro    | 24 januari 1997  | Braga (-25)           |
| 5  | Skottland | Dominic Hyam    | 20 december 1995 | Coventry City (-22)   |
| 16 | England   | Scott Wharton   | 3 oktober 1997   | Blackburn Rovers FC   |
| 17 | England   | Hayden Carter   | 17 december 1999 | Blackburn Rovers FC   |
| 25 | England   | Jake Batty      | 5 april 2005     | Blackburn Rovers FC   |
| -  | Belgien   | Dion De Neve    | 12 juni 2001     | Kortrijk (-25)        |
| -  | England   | Ryan Alebiosu   | 17 december 2001 | Kortrijk (-25)        |
| -  | Irland    | Sean McLoughlin | 13 november 1996 | Hull City (-25)       |

| 6  | Norge     | Sondre Tronstad   | 26 augusti 1995   | Vitesse (-23)         |
| 8  | England   | Todd Cantwell     | 27 februari 1998  | Rangers (-24)         |
| 19 | Wales     | Ryan Hedges       | 8 juli 1995       | Aberdeen (-22)        |
| 21 | England   | John Buckley      | 13 oktober 1999   | Blackburn Rovers FC   |
| 27 | England   | Lewis Travis      | 16 oktober 1997   | Liverpool (-14)       |
| 28 | England   | Adam Forshaw      | 8 oktober 1991    | Plymouth Argyle (-25) |
| 30 | England   | Jake Garrett      | 10 mars 2003      | Blackburn Rovers FC   |
| 51 | Skottland | Kristi Montgomery | 31 maj 2004       | Blackburn Rovers FC   |
| -  | Portugal  | Sidnei Tavares    | 29 september 2001 | Moreirense (-25)      |

| 9  | Senegal      | Makhtar Gueye   | 4 december 1997   | RWDM (-24)                |
| 20 | England      | Harry Leonard   | 12 september 2003 | Blackburn Rovers FC       |
| 23 | Japan        | Yuki Ohashi     | 27 juli 1996      | Sanfrecce Hiroshima (-24) |
| 47 | Sierra Leone | Augustus Kargbo | 24 augusti 1999   | Cesena (-25)              |

### Utlånade spelare
| Nr | Land   | Pos | Namn                                                   |
| -- | ------ | --- | ------------------------------------------------------ |
| 26 | Irland | F   | Connor O'Riordan (i Doncaster Rovers till 31 maj 2026) |

| Nr | Land | Pos | Namn |
| -- | ---- | --- | ---- |

### Berömda tidigare spelare
- Alan Shearer

### Svenska spelare
| Namn                | Årtal     | Matcher  | Mål |
| ------------------- | --------- | -------- | --- |
| Patrik Andersson    | 1992–1993 | 7 (5)    | 0   |
| Niklas Gudmundsson  | 1995–1997 | 1 (5)    | 0   |
| Martin Dahlin       | 1997–1998 | 13 (13)  | 4   |
| Anders Andersson    | 1997–1998 | 1 (3)    | 0   |
| Nils-Eric Johansson | 2001–2005 | 59 (26)  | 0   |
| Martin Olsson       | 2006–2013 | 100 (17) | 2   |
| Marcus Olsson       | 2012–2016 | 104 (10) | 1   |

Notera att endast ligamatcher är medräknade. Siffror inom parentes anger antal matcher som inhoppare.